# Оцінка (математика)

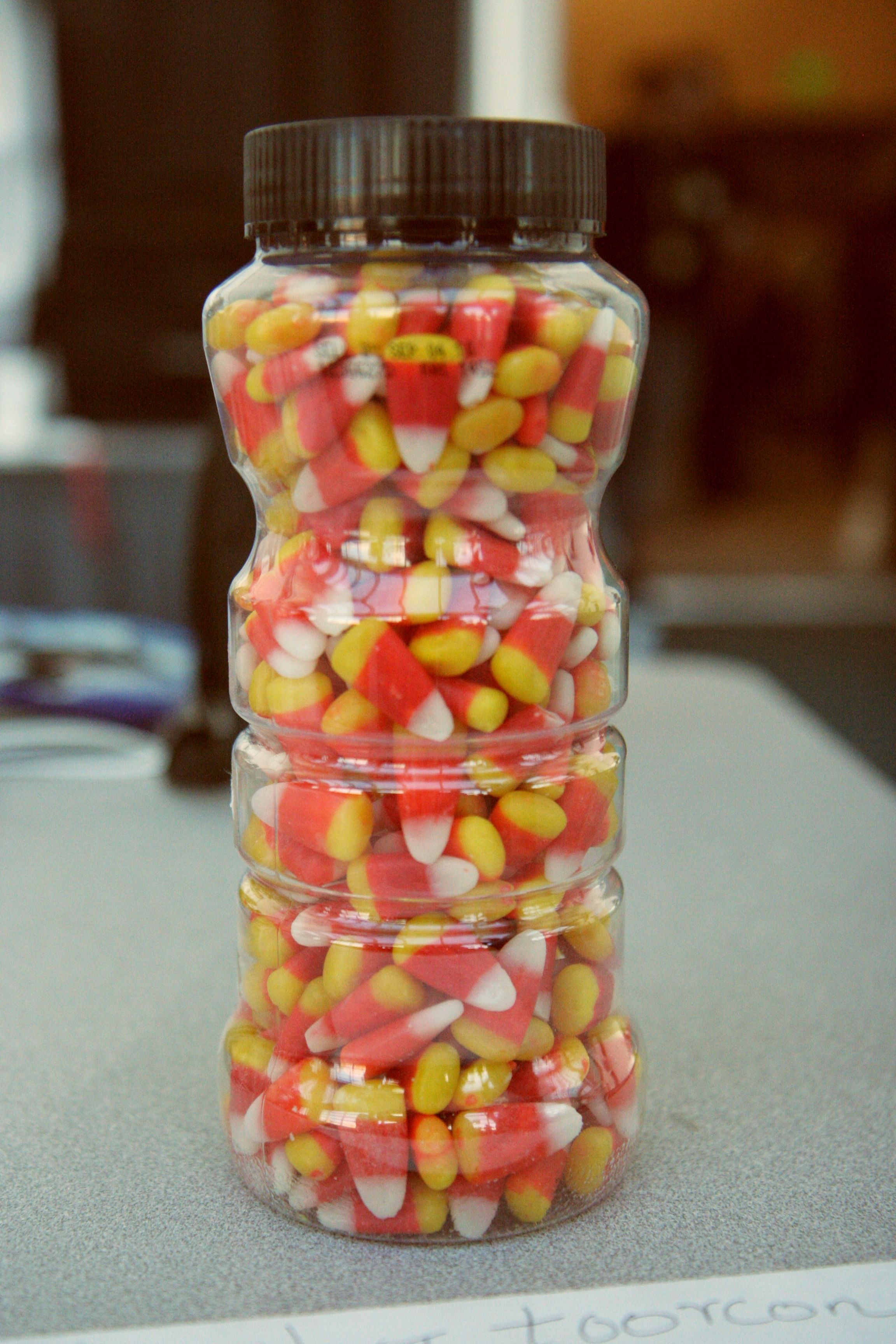
Точну кількість цукерок у цій банці неможливо визначити, подивившись на неї, оскільки більшість цукерок не видно. Кількість можна оцінити, припускаючи, що частина банки, яку не видно, містить кількість, еквівалентну кількості, що міститься в тому ж обсязі для порції, яку можна побачити.

Оцінка (або оцінювання) це процес пошуку оцінки, або апроксимації, яка є величиною, що може бути використана з певною метою, навіть якщо вхідні дані можуть бути неповними, невизначеними, або нестабільними. Тим не менше, цінність корисна, оскільки вона отримана з найкращої доступної інформації. Як правило, оцінка передбачає «використання значення статистики отриманої з вибірки для оцінки значення відповідного параметра сукупності». Зразок надає інформацію яку можна прогнозувати за допомогою різних формальних або неформальних процесів для визначення діапазону, який, наймовірніше, описує відсутні дані. Оцінка, яка виявляється неправильною, буде завищеною якщо оцінка перевищила фактичний результат, та недооціненою якщо оцінка не відповідала фактичному результату. (Контраст з передбаченням.)

## Як проводиться оцінка
Оцінка часто проводиться шляхом вибірки, яка підраховує невелику кількість прикладів і проектування цієї кількості на більшу сукупність. Прикладом оцінки може бути визначення кількості цукерок певного розміру в скляній банці. Оскільки розподіл цукерок всередині банки може відрізнятися, спостерігач може підрахувати кількість цукерок, видимих через скло, розглянути розмір банки і припустити, що подібний розподіл можна знайти в частинах, які не видно, тим самим складаючи підрахунок загальної кількості цукерок, які могли б бути в банці, якби це припущення відповідало дійсності. Оцінки можна отримати аналогічним чином, прогнозуючи результати голосувань чи опитувань на все населення.
При складанні оцінки мета найчастіше є найбільш корисною для отримання ряду можливих результатів, який є достатньо точним, щоб бути корисним, але не настільки точним, що, ймовірно, буде неточним. Наприклад, намагаючись вгадати кількість цукерок у банці, якщо було б видно п'ятдесят, а загальний об'єм банки здавався б приблизно в двадцять разів більшим за об'єм, що містив видимі цукерки, тоді можна було б припустити, що в банці було тисяча цукерок. Така проєкція, призначена для вибору єдиного значення, яке вважається найближчим до фактичного значення, називається оцІнкою точки. Однак оцінка балів, швидше за все, буде неправильною, оскільки розмір вибірки в даному випадку — це кількість видимих цукерок — занадто мале число, щоб бути впевненим, що воно не містить аномалій, які відрізняються від загальної сукупності. Відповідна концепція це оцінка інтервалу, яка охоплює набагато більший спектр можливостей, але надто широка, щоб бути корисною. Наприклад, якби когось попросили оцінити відсоток людей, які люблять цукерки, було б явно правильним, що кількість падає від нуля до ста відсотків. Однак така оцінка не дасть жодних вказівок тому, хто намагається визначити, скільки цукерок купити для вечірки, на якій повинні бути присутні сотня людей.

## Використання оцінки
У математиці апроксимація описує процес пошуку оцінок у вигляді верхньої або нижньої меж для величини, яку неможливо легко оцінити точно, а теорія апроксимації займається пошуком більш простих функцій, близьких до якоїсь складної функції, і які можуть дати корисні оцінки. У статистиці оцінювач — це офіційна назва правила, за яким оцінка обчислюється на основі даних, а теорія оцінки займається пошуком оцінок з гарними властивостями. Цей процес використовується при обробці сигналу для апроксимації сигналу, який не можна спостерігати на основі спостережуваного сигналу, що містить шум. Для оцінки величин, які ще слід спостерігати, застосовуються прогнозування та передбачення. Проблема Фермі у фізиці — це те, що стосується оцінки проблем, які, як правило, передбачають виправдання здогадок про величини, які здається неможливими для обчислення з урахуванням обмеженої доступної інформації.
Оцінка важлива у бізнесі та економіці, тому що існує занадто багато змінних, щоб зрозуміти, як розвиватимуться масштабні заходи. оцінка при плануванні проекту може бути особливо значущою, оскільки повинні бути складені плани розподілу робочої сили та закупівель сировини, незважаючи на неможливість знати всі можливі проблеми, які можуть виникнути. Для реалізації конкретного проекту буде доступна певна кількість ресурсів, що робить важливим отримання або створення кошторису витрат як одного із життєво важливих елементів вступу до проекту. Управління підзвітності уряду США визначає кошторис витрат як «підсумовування окремих елементів витрат за допомогою встановлених методів та дійсних даних для оцінки майбутніх витрат програми на основі того, що відомо на сьогодні», і повідомляє, що "реалістична оцінка вартості була необхідною при прийнятті розумних рішеннь щодо придбання нових систем ". Крім того, плани проекту не повинні недооцінювати потреби проекту, що може призвести до затримок, поки задовольняються незадоволені потреби, а також не повинні сильно переоцінювати потреби проекту, інакше непотрібні ресурси можуть піти даремно.
Неформальна оцінка, коли мало інформації, називається припущенням, оскільки запит стає ближчим до чистого вгадування відповіді. «Передбачуваний» знак, ℮, використовується для позначення того, що вміст упаковки близький до номінального вмісту.